# 교회의 어머니
교회의 어머니(라틴어: Mater Ecclesiae)는 교황 바오로 6세가 제2차 바티칸 공의회 기간 중에 성모 마리아에게 공식적으로 헌정한 호칭이다. 이 호칭은 성 암브로시오에 의해 최초로 사용되었으며 카를 라너의 형인 후고 라너에 의해 재발견되었다.
기독교에서 마리아에게 교회의 어머니라는 수식어가 붙은 연유는 신약성경의 요한 복음서 19장 26절~27절에서 찾아볼 수 있다. 십자가 위에서 예수는 자신의 어머니 마리아와 그 곁에 열두 제자 가운데 유일하게 남은 사도 요한을 보고, 마리아에게 “여인이시여, 이 사람이 어머니의 아들입니다.”라고 말하였다. 이어서 성 요한에게 “이분이 네 어머니시다.”하고 말하였다. 그때부터 요한은 마리아를 곁에서 모셨다. 로마 가톨릭교회에서는 당시 성 요한이 사도들 중에서 유일하게 남아 있었던 사도였으므로, 따라서 그가 교회를 대표하는 입장이었다고 가르치고 있다. 그래서 예수가 성 요한에게 “이분이 네 어머니시다.”라고 한 말은 곧 모든 그리스도인들에게도 해당하는 말이라고 보고 있다.

## 암브로시오와 후고 라너
후고 라너의 마리아론은 교회 안에서의 마리아의 역할에 주목한 밀라노의 주교 성 암브로시오의 마리아론을 계승한 것이다. 후고 라너는 성 암브로시오의 주장을 재발견하였으며, 성 암브로시오를 비롯한 초대 교회 교부들의 가르침에 대한 그의 해석은 제2차 바티칸 공의회 문헌에 큰 영향을 끼쳤다. 성 암브로시오의 견해에 따라 후고 라너 역시 마리아를 ‘교회의 어머니’라고 부르는데 주저하지 않았으며, 이러한 그의 주장은 교황 요한 바오로 2세와 교황 베네딕토 16세에 의해 계속 관철되었다. 베네딕토 16세는 특별히 교회의 어머니라는 호칭을 마리아에게 헌정한 공로를 후고 라너에게 돌렸다. 그는 후고 라너를 마리아와 교회는 서로 분리될 수 없다는 교부들의 가르침을 재발견한 위대한 공로를 한 인물이라고 평가하였다.

## 교황 바오로 6세
교황 바오로 6세는 제2차 바티칸 공의회 제3차 회기의 폐막에 맞추어 마리아는 교회의 어머니라고 공포하였다. 바오로 6세의 전임자이기도 한 밀라노의 암브로시오(338–397)는 성모 마리아의 믿음과 사랑 그리고 그리스도를 잉태하고 출산하였다는 점, 그리스도와의 일치를 이유로 들어 그녀를 교회의 어머니요 원형으로 부르며 마리아를 곧 교회라고 부르기를 주저하지 않았다.

## 교황 요한 바오로 2세
교회의 어머니 호칭은 제2차 바티칸 공의회에서 교황 바오로 6세에 의해 공식적으로 선언된 후에도 지속되었다. 1987년 교황 요한 바오로 2세의 회칙 《구세주의 어머니(Redemptoris Mater)》에서 교회의 어머니라는 호칭이 다시 등장하였다. 그리고 1997년 9월 17일 요한 바오로 2세는 일반 알현에서의 강론 때에도 교회의 어머니라는 호칭을 언급하였다. 《구세주의 어머니》에서 그는 마리아가 하느님의 인류 구원 계획에서 매우 명확한 위치를 차지하고 있다고 가르쳤다. 그의 표현을 빌리자면, “교회는 마리아가 그리스도 이전에 구원 역사의 무대에 나타났다는 사실을 항상 주지하고 있다.”
바로 이 장소와 시간을 통한 교회의 여행 내지 순례 안에서 그리고 영혼들이 역사를 통하여 마리아는 “믿었기 때문에 복되신 분으로”, 다른 어느 피조물과는 달리 그리스도의 신비에 참여하시면서 신앙의 순례를 앞서 가신 분으로 현존하시는 것이다.